# Plagiobothrys hirtus
Plagiobothrys hirtus är en strävbladig växtart som först beskrevs av Edward Lee Greene, och fick sitt nu gällande namn av Ivan Murray Johnston. Plagiobothrys hirtus ingår i släktet tiggarstavar, och familjen strävbladiga växter. Inga underarter finns listade i Catalogue of Life.

## Bildgalleri

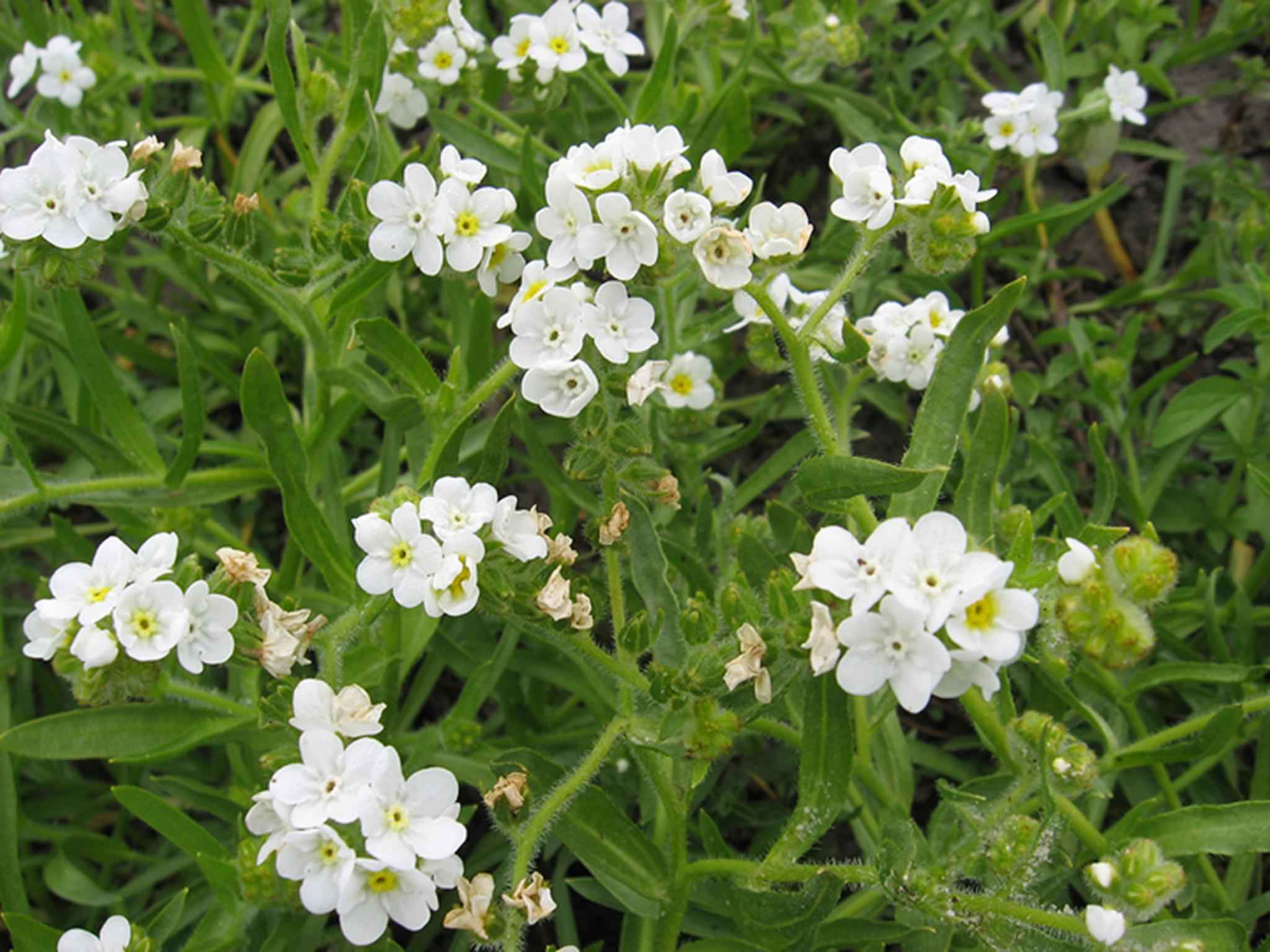